# Bathylepta
Bathylepta is een geslacht van slangsterren uit de familie Ophiuridae.

## Soorten
- Bathylepta pacifica Belyaev & Litvinova, 1972